# Neddemin
Neddemin ist eine Gemeinde im Landkreis Mecklenburgische Seenplatte in Mecklenburg-Vorpommern (Deutschland). Die Gemeinde wird vom Amt Neverin, mit Sitz in gleichnamiger Gemeinde, verwaltet.

## Geografie
Die Gemeinde Neddemin liegt am Rande des Urstromtals der Tollense. Nördlich von Neddemin zweigt ein weiteres Urstromtal in Richtung Nordosten ab, das vom Kleinen Landgraben entwässert wird. Nach Süden und Osten schließt sich die Grundmoräne des Werder an, dessen Hänge das Tollensetal um über 50 Meter überragen. Die Kreisstadt Neubrandenburg ist zehn Kilometer entfernt.
Umgeben wird Neddemin von den Nachbargemeinden Altentreptow im Norden, Brunn im Osten, Neverin im Südosten, Trollenhagen im Süden sowie Groß Teetzleben im Westen.

## Geschichte

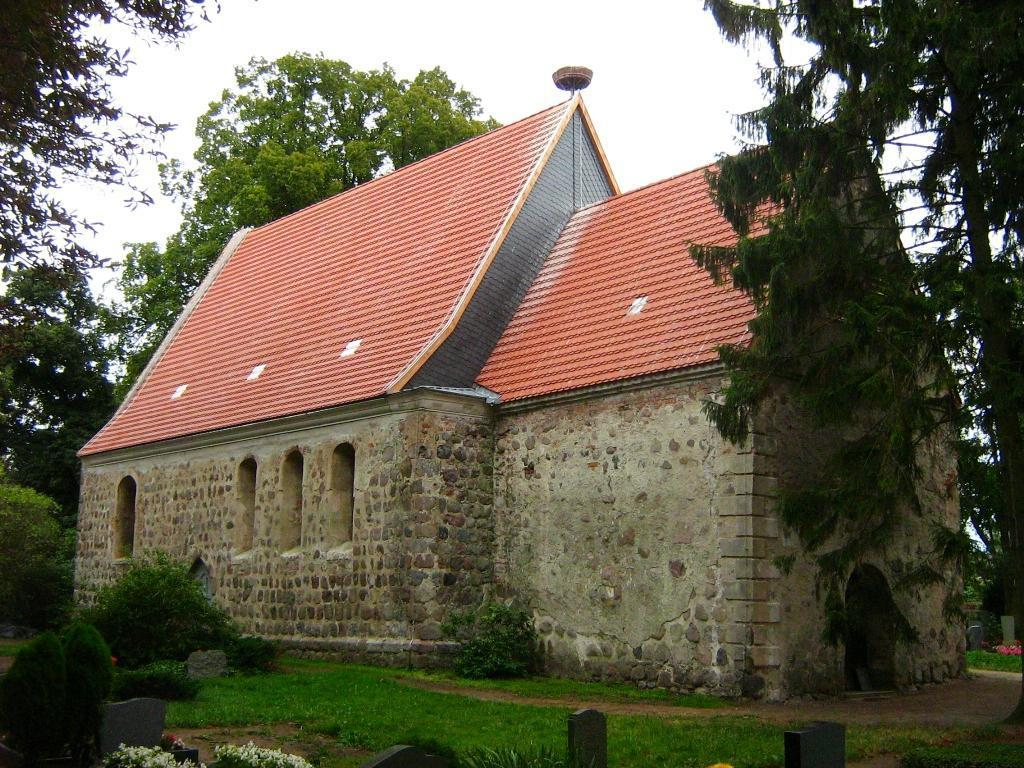
Kirche in Neddemin

Der aus dem Slawischen stammende Name des als Angerdorf angelegten Ortes lässt sich etwa als Ort des Abwesenden deuten (ne doma = nicht im Haus). Die Ersterwähnung von Neddemin (Nedemin) erfolgte in einer Urkunde des Markgrafen Albrecht III. vom 24. August 1285. Anfang des 14. Jahrhunderts wurde die Dorfkirche errichtet, deren Dachfirst heute ein Storchennest krönt. Seit 1305 war Neddemin im Besitz des Klosters Himmelpfort der Zisterzienser.
Das Gut Neddemin war im Besitz der Familien von Peccatel (um 1597), von Dechow (ab 1694), von Gävertsheim (ab 1754), von Hahn auf Remplin (ab 1778), von Hammerstein (ab 1783), Johann Friedrich Blank (ab 1793), Oertzen (ab 1804), Max Lemcke (ab 1883) und von Eynern; 1939 aufgesiedelt. Das Gutshaus soll von um 1880 stammen.
Am 1. Juli 1950 wurde die bis dahin eigenständige Gemeinde Hohenmin eingegliedert.

## Dienstsiegel
Die Gemeinde verfügt über kein amtlich genehmigtes Hoheitszeichen, weder Wappen noch Flagge. Als Dienstsiegel wird das kleine Landessiegel mit dem Wappenbild des Landesteils Mecklenburg geführt. Es zeigt einen hersehenden Stierkopf mit abgerissenem Halsfell und Krone und der Umschrift „GEMEINDE NEDDEMIN * LANDKREIS MECKLENBURGISCHE SEENPLATTE“.

## Sehenswürdigkeiten
- Feldsteinkirche in Neddemin aus dem Anfang des 14. Jahrhunderts mit im östlichen verzierten Backsteingiebel. Wenig später entstand wohl die außen polygonale, innen runde Apsis. Der quadratische Westturm wurde Ende des 15. Jahrhunderts errichtet und 1945 bis auf Traufhöhe des Kirchenschiffes abgetragen.
- Herrenhaus Neddemin von um 1880[5]

## Wirtschaft und Verkehr
Nach 1990 haben sich einige Gewerbebetriebe niedergelassen, unter anderem eine Straßenbaufirma.
Westlich von Hohenmin wurde Kies und Sand im Tagebau gefördert. Südlich daran angrenzend befindet sich ein Solarpark.
Seit 2003 ist Neddemin über einen vier Kilometer langen Zubringer an die Bundesautobahn 20 angeschlossen. Durch die Gemeinde führt die Landesstraße 35 (ehemals Bundesstraße 96). Der Bahnhof Neddemin an der Bahnlinie von Neubrandenburg über Demmin nach Stralsund (Berliner Nordbahn) wurde Mitte der 1990er Jahre geschlossen. Etwa sieben Kilometer südlich von Neddemin befindet sich der Flughafen Neubrandenburg.

## Mit Neddemin verbundene Persönlichkeiten
- Anita Schubert (* 1937), Objektkünstlerin, Malerin und Collagistin